# Lasciami sognare
Lasciami sognare è un film del 1952 diretto da Joseph Pevney, con Frank Sinatra e Shelley Winters.

## Trama
Danny Wilson è un giovane cantante in cerca di successo, Mike è il suo pianista e il suo inseparabile amico. La vita dei due cambia quando conoscono Joy Carroll, che li presenta a Nick Driscoll, proprietario del locale dove ella canta la sera. Nick, un pregiudicato con pochi scrupoli, scrittura Danny Wilson ma il contratto prevede che questi debba versargli il 50% dei guadagni.
Ben presto Danny si fa conoscere e acquista popolarità e agiatezza, ma non ha altrettanta fortuna nella vita sentimentale: è innamorato di Joy, ma lei è innamorata di Mike. Un giorno Danny sorprende i due che si baciano e, sentendosi tradito, li caccia e impone a Mike di lasciare l'appartamento che condividevano.
La mattina dopo, mentre Mike si dispone a traslocare, arriva Nick a pretendere una grossa somma di denaro in base al contratto stipulato con il cantante. Danny si rifiuta e presto la situazione degenera: Nick estrae la pistola e spara, ma colpisce Mike corso in difesa dell'amico.
Colpito dalla generosità del gesto, Danny corre sulle tracce di Nick e lo uccide.

## Le canzoni di Frank Sinatra
Nel film, Frank Sinatra interpreta otto canzoni da solo e una in duetto con Shelley Winters. Le canzoni sono:
- You're a Sweetheart (musica di Jimmy McHugh, testo di Harold Adamson)
- Lonesome Man Blues (musica e testo di Sy Oliver)
- She's Funny That Way (musica di Neil Moret, testo di Richard A. Whiting)
- That Old Black Magic (musica di Harold Arlen, testo di Johnny Mercer)
- When You're Smiling (musica e testo di Mark Fisher, Joe Goodwin, Larry Shay)
- All of Me (musica di Gerald Marks, testo di Seymour Simons)
- I've Got a Crush on You (musica di George Gershwin, testo di Ira Gershwin)
- How Deep Is the Ocean? (musica e testo di Irving Berlin)
- A Good Man Is Hard to Find - Duetto con Shelley Winters - (testo e musica di Eddie Green)

## Curiosità
Lo stesso anno di questo film, il 1952, Virgilio Panzuti presentò una canzone napoletana, col testo di C. Deani, intitolata Lassame sunna’, tradotta in italiano con il titolo Lasciami sognar... La canzone partecipò all'edizione di quell'anno del Festival di Napoli, non classificandosi tra le finaliste. 